# Спиксова пенелопа
Спиксова пенелопа (лат. Penelope jacquacu) — птица семейства краксов, обитающая в Южной Америке. Видовой эпитет дан в честь немецкого естествоиспытателя Иоганна Баптиста фон Спикса (1781—1826).

## Описание
Спиксова пенелопа длиной от 66 до 75 см, вес составляет от 1,15 до 1,7 кг. Самец и самка выглядят одинаково.

## Распространение
Вид населяет влажные и галерейные леса в тропической Южной Америке, а также островки леса среди сплошной рубки. В Венесуэле птицы встречаются на высоте от 100 до 1800 м над уровнем моря, в Колумбии и Перу от низменности у подножия Анд до высоты 1500 м над уровнем моря.

## Образ жизни
Они живут в одиночку, парами или в маленьких группах. Спиксова пенелопа принадлежат к немногим представителям куриных, которые держатся преимущественно на деревьях и не живут на земле.

## Питание
Питание состоит из семян (прежде всего семян пальм) и мягких плодов. Они ищут своё питание на высоких и средней высоты деревьях, реже на земле.

## Размножение
Период размножения в Венесуэле — с января по апрель, в Перу — с августа по сентябрь. Они строят простое гнездо из листьев на деревьях на высоте до 5 м. Самка кладёт 2 яйца. По прошествии четырёх недель вылупляются птенцы. Через 2 года они становятся половозрелыми. Продолжительность жизни составляет 20 лет.